# 후키촌 (아이치현)
후키촌(富貴村)은 아이치현 지타군에 설치되었던 촌이다. 현재의 다케토요정 남부에 해당한다.